# Chaerephon solomonis
Chaerephon solomonis (Troughton, 1931) è un pipistrello della famiglia dei Molossidi endemico delle Isole Salomone.

## Descrizione

### Dimensioni
Pipistrello di piccole dimensioni, con la lunghezza della testa e del corpo tra 55,6 e 62 mm, la lunghezza dell'avambraccio tra 40,8 e 43,3 mm, la lunghezza della coda tra 30 e 35 mm, la lunghezza della tibia tra 14,4 e 15 mm, la lunghezza delle orecchie tra 16,4 e 18,6 mm e un peso fino a 13 g.

### Aspetto
La pelliccia è corta, densa e ruvida. Le parti dorsali sono bruno-rossastre scure, talvolta cosparse di peli biancastri, mentre le parti ventrali sono più chiare con dei riflessi bruno-giallastri opachi. Il muso è largo, privo di peli. Il labbro superiore ha diverse pieghe ben distinte e ricoperto di corte setole.  Le orecchie sono relativamente grandi, carnose, trapezoidali e unite frontalmente da una membrana a forma di V.. Il trago è piccolo con l'estremità provvista di due lobi e nascosto completamente dall'antitrago. I piedi sono carnosi, con delle file di setole lungo i bordi esterni delle dita. La coda è lunga, tozza e si estende per più della metà oltre l'uropatagio. Il calcar è corto.

## Biologia

### Comportamento
Si rifugia all'interno di grotte con aperture su scarpate rocciose lungo le coste.

### Alimentazione
Si nutre di insetti.

## Distribuzione e habitat
Questa specie è diffusa su Choiseul e Ysabel, nelle Isole Salomone.

## Conservazione
La IUCN Red List, nonostante l'areale limitato ma considerata la popolazione numerosa, classifica C.solomonis come specie a rischio minimo (Least Concern)).